# Dajr Usman
Dajr Usman (arab. دير عثمان) – wieś w Syrii, w muhafazie Idlib. W 2004 roku liczyła 685 mieszkańców.